# 해동이적
해동이적(海東異蹟)은 1666년 조선 현종 때 홍만종(洪萬宗)이 쓴 한국의 역대 인물들, 특히 단학설화(丹學說話)와 관련된 인물들의 사적을 모아 엮은 전기이다. 2권 1책으로 간행되었다. 현재는 연세대학교 도서관이 소장 중이다.

## 수록 인물
- 단군
- 박혁거세(赫居世)
- 동명왕(東明王)
- 사선(四仙) 각각 술랑(述郎), 남랑(南郎), 영랑(永郎), 안상(安詳)이다.
- 옥보고(玉寶高)
- 김효겸(金孝謙)과 소하(蘇嘏)
- 대세(大世)와 구칠(仇柒)
- 참시(旵始)
- 선도성모(仙桃聖母)
- 김가기(金可記)
- 최치원(崔致遠)
- 강감찬(姜邯贊)
- 권진인(權眞人)
- 김시습(金時習)
- 홍유손(洪裕孫)
- 정희량(鄭希良)
- 남추(南趎)
- 지리선인(知異仙人)
- 한라선인(漢拏仙人)
- 남해선인(南海僊人)
- 정붕(鄭鵬)
- 정수곤(丁壽崑)
- 서경덕(徐敬德)
- 곽재우(郭再祐)
- 전우치(田禹治)
- 남사고(南師古)
- 박지화(朴枝華)
- 이지함(李之菡)
- 한계노승(寒溪老僧)
- 유형진(柳亨進)
- 장한웅(張漢雄)
- 장생(蔣生)

그 외에도 많은 인물들이 등장한다.